# Cournanel
Cournanel település Franciaországban, Aude megyében. Lakosainak száma 664 fő (2022. január 1.). Cournanel Alet-les-Bains, Limoux és Magrie községekkel határos.

## Népesség
A település népessége az elmúlt években az alábbi módon változott:
| Lakosok száma | 246  | 344  | 502  | 571  | 649  | 686  | 714  | 726  | 706  | 664  |
|               | 1968 | 1982 | 1990 | 2006 | 2013 | 2015 | 2017 | 2019 | 2020 | 2022 |